# Zegerscappel
Zegerscappel (tiếng Hà Lan: Zegerskappel) là một xã của tỉnh Nord, thuộc vùng Hauts-de-France, miền bắc nước Pháp.
It is 15 km (9,3 mi) south of Dunkirk.